# Julia Marino (Freestyle-Skierin)
Julia Marino (* 14. April 1992 in Bahía Negra) ist eine paraguayische, ehemals US-amerikanische Freestyle-Skierin. Sie startet in den Disziplinen Halfpipe und Slopestyle.

## Werdegang
Marino gab ihr Debüt im Freestyle-Skiing-Weltcup im März 2012 in Mammoth. Sie belegte dabei den 24. Platz auf der Halfpipe und den 11. Platz im Slopestyle. Im März 2013 erreichte sie mit dem zweiten Platz im Slopestyle beim Weltcup in Sierra Nevada ihre erste und bisher einzige Podestplatzierung im Weltcup. Nach der Saison 2012/13 wechselte sie vom US-amerikanischen Verband zum paraguayischen Verband. Bei den Olympischen Winterspielen 2014 in Sotschi errang sie den 17. Platz im Slopestyle. Sie war damit die erste Sportlerin, die bei Olympischen Winterspielen für Paraguay startete.

## Persönliches
Marino, die im Alter von 8 Monaten aus Paraguay adoptiert wurde, wuchs in Winchester, Massachusetts, gemeinsam mit ihren älteren Bruder Mark auf. Die Geschwister machten gemeinsam  erste Erfahrungen mit Skisport und Snowboarden am Loon Mountain Resort in Lincoln in New Hampshire. Sie besuchte die Arlington Catholic High School, wo sie Lacrosse und Fußball spielte, und danach die Holderness School in Holderness, die sie 2011 abschloss. In der Folge studierte sie Pädagogische Psychologie und Anthropologie an der University of Colorado Boulder.